# Luisa Nufer
Luisa Marie Nufer (* 5. Juli 2002) ist eine deutsche Basketballspielerin.

## Werdegang
Nufer spielte als Jugendliche Handball beim SV Vaihingen und erlernte dann das Basketballspiel beim SV Möhringen. Ihr Vater Stefan leitete als Schiedsrichter höherklassig Basketballspiele und war in Möhringen in der Nachwuchsarbeit tätig. Sie wechselte in die Jugend des USC Freiburg und besuchte das Sportinternat des Olympiastützpunkts Freiburg-Schwarzwald. Mit den USC-Damen stieg sie 2018 in die 1. Damen-Basketball-Bundesliga auf, 2022 gewann sie als Spielführerin der Freiburgerinnen die deutsche Meisterschaft.
Die 1,85 Meter große Nufer nahm mit den Auswahlen des Deutschen Basketball-Bundes an der U16-EM 2018 sowie im Sommer 2022 an der B-EM in der Altersklasse U20 teil. Im Juli 2025 gewann sie im 3-gegen-3 Gold bei der Sommeruniversiade.
Ihr jüngerer Bruder Anton schlug ebenfalls eine Leistungssportlaufbahn im Basketball ein.